# 베르귀자르 코렐
베르귀자르 코렐(튀르키예어: Bergüzar Korel, 1982년 8월 27일 ~ )은 터키의 배우이다. 황금나비상 여우주연상 2회(2006, 2013) 수상자이다.

## 작품 목록
- 늑대들의 계곡 이라크 (2006)
- 무흐테솀 유즈이을